# فوسفاتاز قلوي
فوسفاتاز قلوي (بالإنجليزية: Alkaline phosphatase)‏، اختصارًاALP، وهو أحد إنزيمات بلازما الدم الذي يعمل في وسط القلوي (pH=9-10.5).حيث تزداد فاعلية الفوسفاتات القلوية في البلاسما نتيجة لحالات متعددة منها فيزيولوجية طبيعية ومنها مرضية تدل على آفات معينة.

## موقعه
يتم إنتاج إنزيم الفوسفاتيز القلوي بشكل أساسي في الكبد والعظام، وكمية قليلة في الأمعاء والكلية. كما أنه يصنع في المشيمة عند المرأة الحامل.كما ان أن الكبد يقوم بتصنيع هذا الانزيم بكميات أكثر من العظام والأعضاء الأخرى.كما في يتواجد هذا الانزيم بكميات كبيرة في الدم. وتشمل هذه الحالات:
-. نمو العظام السريع (خلال البلوغ).
-. أمراض العظام (تلين العظام).
-. المرض الذي يؤثر على كمية الكالسيوم في الدم (فرط الدريقات).
-. تضرر في خلايا الكبد.
-. في الطفولة المبكرة ومراحل النمو الأولى حتى سن البلوغ يزداد تركيزه بما يعادل 3-4 أضعاف تركيزه الطبيعي في البلاسما نتيجة لزيادة نشاط الخلايا البانية للعظم.
-. في الثلث الأخير من الحمل يزداد إفراز نظيره المشيمي 2-3 أضعاف.
-. بعد تناول وجبات غنية بالدهون.
-. يزداد إفراز نظيره من الغدد الثديية في حالات الإرضاع.

## الحالات المرضية
يسبب خلل في هذا الانزيم حالات مرضية عدة منها:
1. داء باجيت: هو أحد الأمراض التي تصيب الكبار في السن مجهولة السبب. تؤدي إلى زيادة نشاط كاسرات العظم وبالتالي زيادة نشاط البانيات (زيادة الفوسفاتاز القلوية) وتشكيل عظم غير منتظم وثخين مما يسبب آلام شديدة.
2. أمراض الكبد المؤدية إلى أذية الخلية الكبدية أو ركودة الصفراء حيث تجعله الحموض الصفراوية أكثر ذوبانية ويكثر في السائل الخلالي ونتيجة لانسداد الطرق الصفراوية ينتقل إلى الدم ويزداد تركيزه في المصل.
3. فرط نشاط جارات الدرق الأولي.
4. أورام العظام واندمال الكسور.
نقصان التركيز (الفاعلية)
حالات القزامة والكساح ونقص الفوسفاتاز القلوي الولادي.

## وصلات اضافية
- Coleman JE (1992). "Structure and mechanism of alkaline phosphatase". Annu Rev Biophys Biomol Struct. ج. 21: 441–83. DOI:10.1146/annurev.bb.21.060192.002301. PMID:1525473. مؤرشف من الأصل في 2019-12-11.
- Alkaline phosphatase at Lab Tests Online